# Риторический кружок

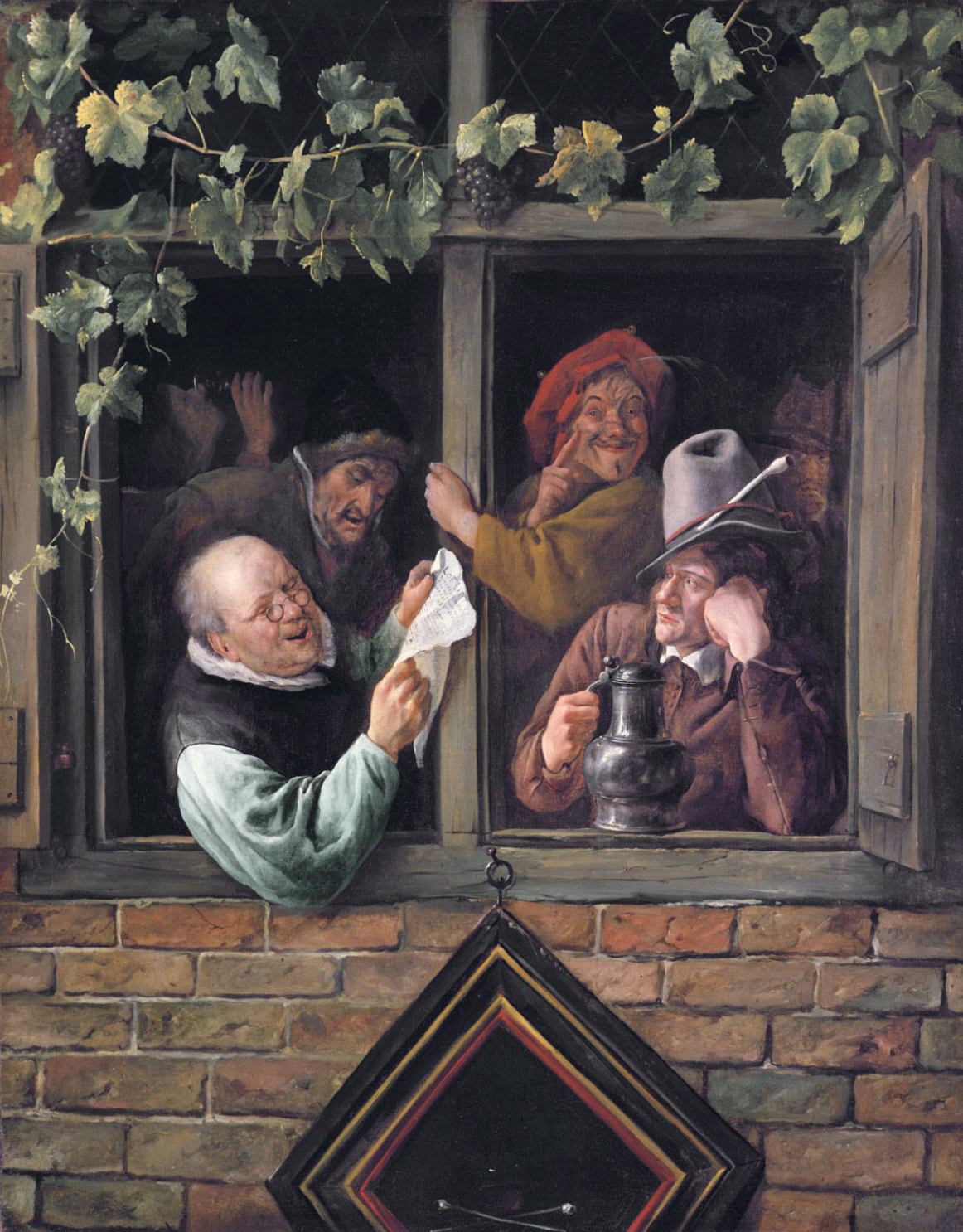
Кружок риторов (редерейкеров) у окна, художник Ян Стен; ок. 1662—1666; Художественный музей Филадельфии

Риторический кружок, или «кружок (палата, камера) риторов (редерейкеров; риториков)»;  риторическая камера нидерл. rederijkkamer, или rederijkerskamer), — в средневековых Нидерландах общество, изначально духовное братство, объединявшее горожан для совместных упражнений в искусстве стихосложения и театральных представлений и в котором участники устраивали диспуты, празднества и соревнования.

## История
Первые объединения — по примеру цеховых — возникли в XIV веке во Фландрии; к концу XV века их насчитывалось свыше трёхсот; расцвет кружков риториков относится к XVI веку.
Первоначально это были духовные братства среди городских жителей, и их литературная деятельность ограничивалась постановкой духовных драм. Мало-помалу они получили более светский характер и преследовали самостоятельные литературные цели, сохраняя, однако, преобладающий дидактический тон. Число их доходило до 300; почти каждый город имел одно или несколько таких обществ, носящих каждое какое-либо аллегорическое название.

### XV век
К концу XV века насчитывалось свыше 300 риторических «цехов». Наиболее известными были:
- «Дикая роза» в Амстердаме,
- «Роза» в Лувене,
- «Фонтан» в Генте,
- «Альфа и Омега» в Ипре и другие[2].

Выдающиеся участники:
- Антонис де Ровере[фр.] (1430—1482);
- Ян ван ден Дале[фр.] (1460—1522).

На публичных турнирах XV века («ланд-ювелы»; голл. land-juwelen, буквально — сокровища страны) участники состязались в чтении стихов, ставили фарсы (так называемые «эсбатементы», голл. esbatements), мистерии, миракли, моралите (напр., в Антверпене в 1496 году).

### XVI век
Выдающиеся участники:
- Корнелис Эверарт[фр.] (1480—1556);
- Анна Бейнс (1493—1575);
- Виллем ван Хахт[фр.] (1530—1585/1612).

Сборники турнирных стихов и пьес: «Игры ума» (Гент, 1569) и «Увеселительный сад риторов» (Лейден, 1596).
Реформационное движение внесло новое оживление в риторические камеры, ставшие почти без исключения на его сторону, а гонения послужили к ещё большему оживлению этой лирики. Из-за антиклерикальной направленности их поэзии последовали репрессии со стороны церкви — вплоть до запрета обращаться к религиозной тематике в 1560 году и до введения цензуры для спектаклей. Многие общества распались или видоизменились, сохранив лишь поэтическое направление.

### XVII век
Сборник турнирных стихов и пьес — «Праздник риторов» (Амстердам, 1624).
К началу XVIII века большинство риторических палат исчезло.

### XIX век
В процессе оживления голландской драматургии подобные общества возникают вновь, к середине XIX века их число доходит до двухсот. Заново ставятся спектакли из репертуара средневековых риториков — миракль «Марикен из Неймегена», моралите «Каждый» и другие; проявляется интерес к творчеству полузабытых риторов XV—XVII веков.

## Организация
У каждого кружка было собственное название, герб и девиз. Руководитель именовался «принцем» (первейшим) и избирался, как правило, из знати.
Внутренняя организация и литературная деятельность имела много общего с немецким мейстерзангом. В пределах каждого общества, а также между отдельными обществами ежегодно устраивались поэтические состязания (ещё в XVII веке), обыкновенно в драме (литургической и символико-дидактической), но также и в дидактических стихотворениях. Цеховой характер этих обществ обязывал поэтов подчиняться традиционному ремесленному пониманию поэзии, ограниченности тем и обработке формы в ущерб содержанию. Их теоретиком был драматург М. де Кастелейн (1485—1550), автор трактата «Искусство риторики» (De Coast van Rethoriken; 1548), послужившего кодексом правил для литературного сочинения.

## Художественные изображения
- Редерейкеры в изображении художника Яна Стена (ок. 1626—1679)